# John fitz John FitzGerald
John fitz John FitzGerald  (mort avant 1454)  6e comte titulaire de Kildare en 1432.

## Origine
John fitz John FitzGerald (surnommé  en gaélique Shaun Cam  c'est-à-dire Jean le Bossu) est le fils et homonyme de John fitz Maurice second fils décédé de Maurice FitzGerald (4e comte de Kildare).

## Contexte
Le 13 octobre 1432 meurt son oncle  Gerald fitz Maurice FitzGerald 5e comte de Kildare dont le fils et héritier Thomas est pré décédé. Son autre fils Richard, né de sa second union, est réputé être illégitime, John qui se considère l'héritier naturel se proclame  6e comte de Kildare mais il doit faire face à l’opposition de James Butler (4e comte d'Ormonde), le puissant 4e comte d'Ormond dit le « Comte Blanc » (anglais: White Earl) qui exerce de facto le gouvernent de l'Irlande comme Lord Deputy d'Irlande et Lord lieutenant d'Irlande depuis 1405, 1407-1408, 1420-1422, 1425-1427, 1441-1444 et 1450-1452 et qui avait épousé le 18 juillet 1432,  Elisabeth, la fille légitime du 5e comte, veuve de John Grey (mort vers 1430).
John ne sera guère qu'un comte de jure et son fils ne sera reconnu comme comte qu'après la mort du comte d'Ormond le 23 août 1452 , lorsqu'il sera nommé Lord Justice le 25 octobre 1454 après la mort de Edouard FitzEustace selon les Annales des quatre maîtres: « Sir Edward Eustace, Lord Justice d'Irlande, meurt; et le comté de Kildare est assumé par le fils de John Cam, c'est-à-dire le fils du comte titulaire, qui est nommé Lord Justice après la mort de Sir Edward Eustace ».

## Postérité et succession
John disparaît à une date indéterminée en laissant de son épouse Margarette de La Herre comme hériter: 
- Thomas fitz Maurice FitzGerald qui est reconnu comme 7e comte de Kildare en 1454, année où il devient également Lord Justice.
- Il a aussi un fils illégitime John fitz John FitzGerald.